# Estadio La Granja
Het Estadio Bicentenario La Granja is een multifunctioneel stadion in Curicó, een stad in Chili. De bijnaam is 'La Granja'. Het voetbalstadion maakt deel uit van een groter sportcomplex waarin ook faciliteiten zijn voor sporten als tennis, fietsen, zwemmen en gymnastiek. In het stadion is plaats voor 8.000 toeschouwers.

## Renovaties en opening
Het stadion werd geopend in 1949. Tot 2009 bestond het stadion uit 2 tribunes, een oostelijk en een westelijk gedeelte. Het werd een aantal keer grondig gerenoveerd. In 1985 en in 2004 kwamen er nieuwe stoelen bij, het toeschouwersaantal werd vergroot. De renovatie van 2010 was groter, daarbij werd bijna het gehele stadion vernieuwd.

## Gebruik
Het stadion wordt vooral gebruikt voor voetbalwedstrijden, de voetbalclub Club Provincial Curicó Unido maakt gebruik van dit stadion. In 2017 was er ook het Zuid-Amerikaans kampioenschap voetbal onder 17.

## Panorama

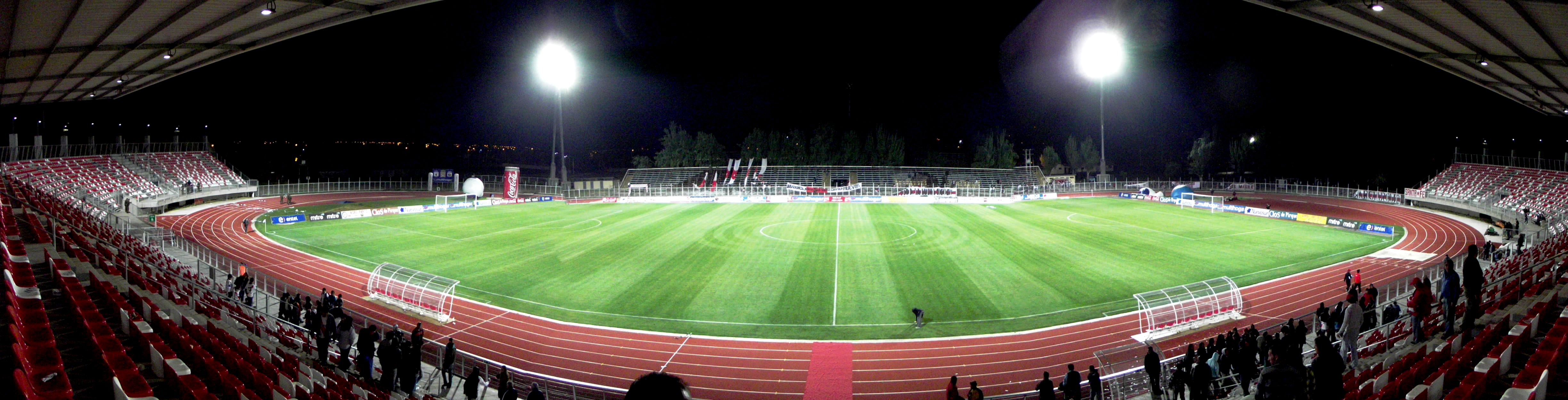
Panorama van het stadion (foto gemaakt in 2011).